# John Bevan (rugby)
Pour les articles homonymes, voir John Bevan et Bevan.
Pas d'image ? Cliquez ici

a Compétitions nationales et continentales officielles uniquement.

b Matchs officiels uniquement.
Dernière mise à jour le 2019-11-22.
John Charles Bevan, né le 28 octobre 1950 à Tylorstown, est un joueur de rugby à XV qui a joué avec l'équipe du pays de Galles de 1971 à 1973, évoluant au poste de trois quarts aile. Il fut l'un des acteurs du fameux match entre les Barbarians et les All Blacks en 1973.  

## Carrière
Il dispute son premier test match le 16 janvier 1971 contre l'Angleterre et son dernier contre l'Écosse le 3 février 1973. Bevan dispute également quatorze matches dont un test avec les Lions britanniques, en 1971 contre les All Blacks. Lors de cette tournée, Bevan marque 18 essais en 14 rencontres dont onze au cours des cinq premiers matches. Il joue en club avec le Cardiff RFC de 1971 à 1973. En 1973, il connaît deux sélections avec les Barbarians et il marque un des trois essais contre les All Blacks.
La même année, il quitte le rugby à XV pour jouer au rugby à XIII, mettant fin ainsi à une carrière de quinziste qui avait commencé brillamment. Il évolue avec le club de Warrington, le pays de Galles et la Grande Bretagne pour atteindre le sommet de sa carrière. Au bout de treize saisons, il met fin à sa carrière professionnelle. Il devient plus tard professeur de sports en entraîneur de rugby à Monmouth School.

## Palmarès

### Rugby à XV
- Vainqueur du Tournoi des Cinq Nations en 1971 et 1973 (Grand Chelem).

### Rugby à XIII
- Collectif :
  - Vainqueur de la Challenge Cup : 1974 (Warrington).
  - Finaliste de la Challenge Cup : 1975 (Warrington).

## Statistiques en équipe nationale
- Sélections en équipe nationale : 10
- 10 essais
- Sélections par année : 4 en 1971, 4 en 1972, 2 en 1973
- Trois Tournois des Cinq Nations disputés : 1971, 1972, 1973.